# Scoparia aphrodes
Scoparia aphrodes là một loài bướm đêm thuộc họ Crambidae. Nó được tìm thấy ở Úc.